# Benzazepina
Benzazepinas são compostos químicos heterocíclicos que consistem em um anel de benzeno ligado a um anel de azepina. Exemplos incluem:

Benazepril
Fenoldopam
GSK-189,254
Ivabradina [en]
Semagacestat [en]
Vareniclina